# Sollevamento pesi ai Giochi della VIII Olimpiade - Pesi massimi
La competizione della categoria pesi massimi (oltre 82,5 kg) di sollevamento pesi ai Giochi della VIII Olimpiade si tenne il giorno 24 luglio 1924 al Vélodrome d'hiver di Parigi.

## Regolamento
La classifica era ottenuta con la somma delle migliori alzate delle seguenti 5 prove:
- Strappo con un braccio
- Slancio con un braccio (effettuato con il braccio opposto della precedente prova)
- Distensione lenta a due braccia
- Strappo a due braccia
- Slancio a due braccia

Su ogni prova ogni concorrente aveva diritto a tre alzate.

## Risultati
| Pos.    | Atleta            | Nazione        | Totale | Strappo un braccio | Strappo un braccio | Strappo un braccio | Slancio un braccio | Slancio un braccio | Slancio un braccio | Distensione lenta | Distensione lenta | Distensione lenta | Strappo due braccia | Strappo due braccia | Strappo due braccia | Slancio due braccia | Slancio due braccia | Slancio due braccia |
| Pos.    | Atleta            | Nazione        | Totale | 1                  | 2                  | 3                  | 1                  | 2                  | 3                  | 1                 | 2                 | 3                 | 1                   | 2                   | 3                   | 1                   | 2                   | 3                   |
| ------- | ----------------- | -------------- | ------ | ------------------ | ------------------ | ------------------ | ------------------ | ------------------ | ------------------ | ----------------- | ----------------- | ----------------- | ------------------- | ------------------- | ------------------- | ------------------- | ------------------- | ------------------- |
| Oro     | Giuseppe Tonani   | Italia         | 517,5  | 75,0               | 80,0               | 80,0               | 87,5               | 95,0               | 95,0               | 107,5             | 112,5             | 115,0             | 92,5                | 97,5                | 100,0               | 125,0               | 130,0               | 135,0               |
| Argento | Franz Aigner      | Austria        | 515,0  | 80,0               | 85,0               | 85,0               | 87,5               | 92,5               | 97,5               | 100,0             | 110,0             | 112,5             | 90,0                | 95,0                | 100,0               | 130,0               | 130,0               | 135,0               |
| SP      | Harald Tammer     | Estonia        | 497,5  | 67,5               | 72,5               | 75,0               | 85,0               | 90,0               | 95,0               | 85,0              | 90,0              | 92,5              | 92,5                | 97,5                | 97,5                | 130,0               | 135,0               | 140,0               |
| SP      | Louis Dannoux     | Francia        | 497,5  | 75,0               | 80,0               | 80,0               | 90,0               | 95,0               | 95,0               | 82,5              | 87,5              | 90,0              | 95,0                | 95,0                | 100,0               | 130,0               | 135,0               | 140,0               |
| SP      | Kārlis Leilands   | Lettonia       | 497,5  | 75,0               | 75,0               | 77,5               | 82,5               | 87,5               | 90,0               | 100,0             | 100,0             | 102,5             | 95,0                | 100,0               | 105,0               | 125,0               | 132,5               | 135,0               |
| 6       | Filippo Bottino   | Italia         | 495,0  | 70,0               | 75,0               | 77,5               | 80,0               | 85,0               | 85,0               | 100,0             | 107,5             | 110,0             | 92,5                | 97,5                | 97,5                | 120,0               | 125,0               | 125,0               |
| 7       | Kaljo Raag        | Estonia        | 490,0  | 75,0               | 80,0               | 80,0               | 87,5               | 92,5               | 97,5               | 90,0              | 95,0              | 95,0              | 92,5                | 97,5                | 100,0               | 125,0               | 130,0               | 135,0               |
| 8       | Claudius Dutriève | Francia        | 467,5  | 70,0               | 70,0               | 75,0               | 77,5               | 82,5               | 85,0               | 90,0              | 95,0              | 95,0              | 95,0                | 95,0                | 100,0               | 120,0               | 125,0               | 125,0               |
| 9       | Georges Bernaert  | Belgio         | 465,0  | 70,0               | 75,0               | 75,0               | 80,0               | 80,0               | 85,0               | 90,0              | 95,0              | 97,5              | 90,0                | 95,0                | 100,0               | 125,0               | 130,0               | 130,0               |
| 10      | Gustav Becker     | Austria        | 460,0  | 70,0               | 75,0               | 80,0               | 80,0               | 87,5               | 87,5               | 87,5              | 92,5              | 92,5              | 85,0                | 90,0                | 90,0                | 122,5               | 127,5               | 127,5               |
| 11      | Salvatore Epicoco | Italia         | 455,0  | 65,0               | 70,0               | 75,0               | 80,0               | 85,0               | 90,0               | 87,5              | 92,5              | 95,0              | 80,0                | 85,0                | 90,0                | 115,0               | 120,0               | 122,5               |
| 11      | Josef Leppelt     | Austria        | 455,0  | 80,0               | 80,0               | 82,5               | 80,0               | 90,0               | 90,0               | 90,0              | 95,0              | 95,0              | 90,0                | 90,0                | 100,0               | 115,0               | 122,5               | 122,5               |
| 13      | Rikard Brunn      | Svezia         | 452,5  | 70,0               | 75,0               | 75,0               | 77,5               | 82,5               | 90,0               | 87,5              | 87,5              | 92,5              | 80,0                | 85,0                | 90,0                | 115,0               | 120,0               | 122,5               |
| 14      | Ab Oord           | Paesi Bassi    | 447,5  | 65,0               | 70,0               | 70,0               | 70,0               | 75,0               | 80,0               | 85,0              | 90,0              | 92,5              | 85,0                | 90,0                | 95,0                | 120,0               | 125,0               | 125,0               |
| 15      | René Dupont       | Francia        | 440,0  | 65,0               | 70,0               | 70,0               | 77,5               | 82,5               | 82,5               | 77,5              | 82,5              | 82,5              | 90,0                | 95,0                | 95,0                | 120,0               | 125,0               | 125,0               |
| 16      | František Fišer   | Cecoslovacchia | 435,0  | 65,0               | 65,0               | 72,5               | 80,0               | 80,0               | 80,0               | 90,0              | 95,0              | 95,0              | 80,0                | 85,0                | 90,0                | 115,0               | 115,0               | 120,0               |
| 17      | Harold Wood       | Gran Bretagna  | 417,5  | 60,0               | 65,0               | 65,0               | 70,0               | 70,0               | 75,0               | 82,5              | 87,5              | 87,5              | 80,0                | 85,0                | 90,0                | 105,0               | 110,0               | 110,0               |
| -       | Eugène Peney      | Svizzera       | DNF    | 65,0               | 70,0               | 70,0               | 85,0               | 85,0               | 90,0               | 80,0              | 80,0              | 85,0              | 85,0                | 85,0                | 85,0                | -                   | -                   | -                   |
| -       | Jos Alzin         | Lussemburgo    | DNF    | 87,5               | 87,5               | 90,0               | 82,5               | 82,5               | 87,5               | 105,0             | 105,0             | 110,0             | -                   | -                   | -                   | -                   | -                   | -                   |

| Pos.   | Atleta          | Nazione  | Slancio due braccia | Slancio due braccia | Slancio due braccia |
| Pos.   | Atleta          | Nazione  | 1                   | 2                   | 3                   |
| ------ | --------------- | -------- | ------------------- | ------------------- | ------------------- |
| Bronzo | Harald Tammer   | Estonia  | 142,5               | 142,5               | -                   |
| 4      | Louis Dannoux   | Francia  | 137,5               | 137,5               | 137,5               |
| 5      | Kārlis Leilands | Lettonia | 135,0               | 135,0               | 135,0               |